# ادگار رایت
ادگار هاوارد رایت (انگلیسی: Edgar Howard Wright؛ زادهٔ ۱۸ آوریل ۱۹۷۴) کارگردان، فیلم‌نامه‌نویس، تهیه‌کننده و هنرپیشه اهل بریتانیا است. وی از سال ۱۹۹۴ میلادی تاکنون مشغول فعالیت بوده‌است. رایت بیشتر برای همکاری با دو دوست خود، یعنی سایمون پگ و نیک فراست و همچنین ساخت سه‌گانه سه طعم کورنتو شهرت دارد.

## فیلم‌شناسی
| سال  | فیلم                        | کارگردان | نویسنده | تهیه‌کننده | توضیحات |
| ---- | --------------------------- | -------- | ------- | --------- | ------- |
| ۱۹۹۵ | یک مشت انگشت                | آری      | آری     | آری       |         |
| ۲۰۰۴ | شان می‌میرد                  | آری      | آری     | نه        |         |
| ۲۰۰۷ | پلیس خفن                    | آری      | آری     | نه        |         |
| ۲۰۱۰ | اسکات پیلگریم در برابر دنیا | آری      | آری     | آری       |         |
| ۲۰۱۱ | به بلوک حمله کنید           | نه       | نه      | executive |         |
| ۲۰۱۱ | ماجراهای تن‌تن               | نه       | آری     | نه        |         |
| ۲۰۱۲ | گردشگران                    | نه       | نه      | executive |         |
| ۲۰۱۳ | ته دنیا                     | آری      | آری     | executive |         |
| ۲۰۱۵ | مرد مورچه‌ای                 | نه       | آری     | executive |         |
| ۲۰۱۷ | بیبی راننده                 | آری      | آری     | executive |         |
| ۲۰۲۱ | برادران اسپارکس             | آری      | نه      | نه        |         |
| ۲۰۲۱ | دیشب در سوهو                | آری      | آری     | نه        |         |
| ۲۰۲۵ | مرد فراری                   | آری      | آری     | آری       |         |